# Bourréac
Bourréac är en kommun i departementet Hautes-Pyrénées i regionen Occitanien i sydvästra Frankrike. Kommunen ligger i kantonen Lourdes-Est som tillhör arrondissementet Argelès-Gazost. År 2022 hade Bourréac 118 invånare.

## Befolkningsutveckling
Antalet invånare i kommunen Bourréac
| Referens: INSEE |